# Обыкновенный жулан
Обыкнове́нный жула́н, или сорокопут-жулан (лат. Lanius collurio), — вид птиц из отряда воробьинообразных семейства сорокопутовых.

## Описание

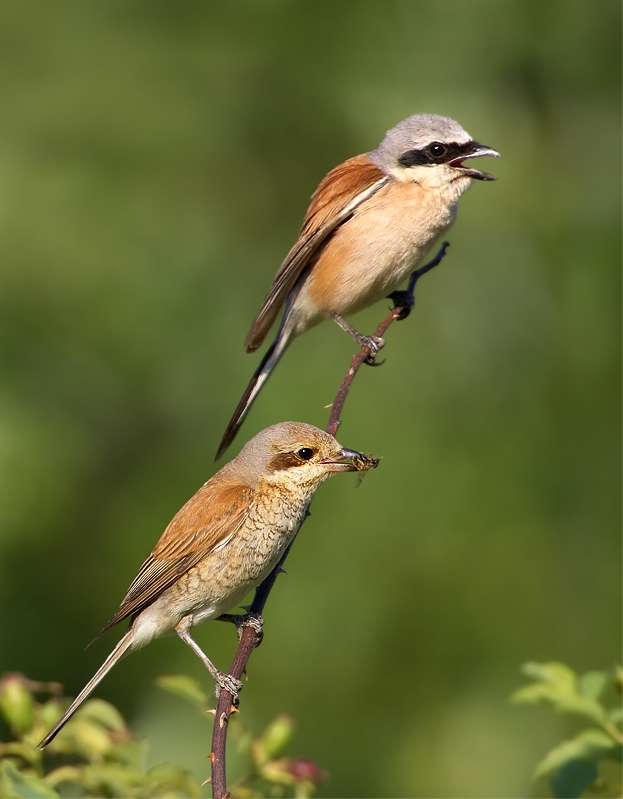
Самец (выше) и самка

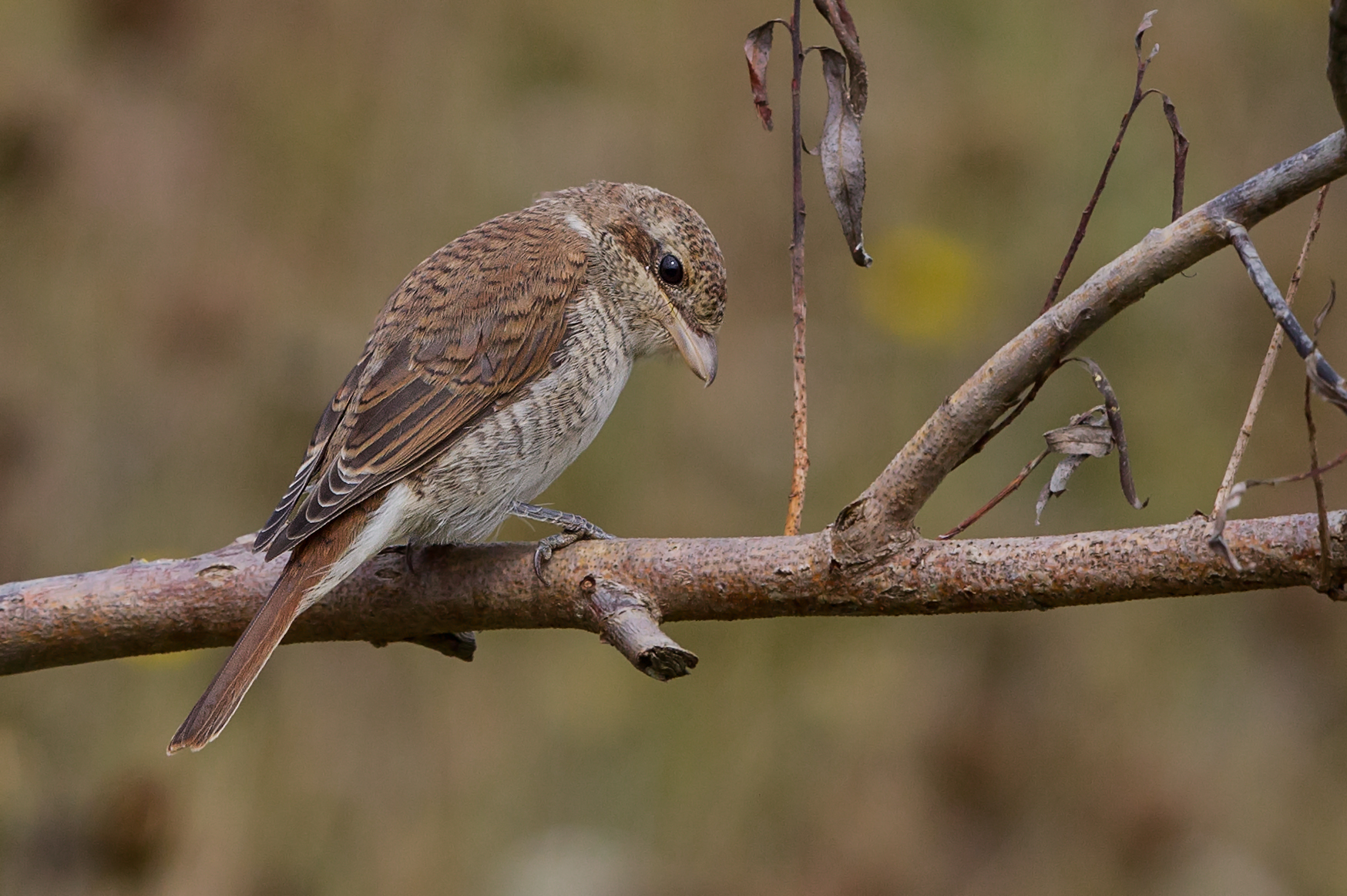
Молодая птица

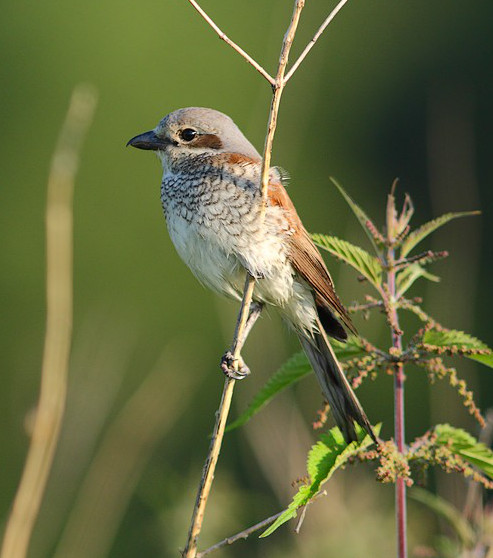
Взрослая самка в Польше

Длина тела составляет 16—18 см, размах крыльев — 28—31 см, длина крыла — 93 мм, масса тела — 28 г. Самец окрашен ярче и контрастнее самки. Верхняя часть тела у самцов красноватая. Голова серая, через глаза проходит типичная для данного семейства чёрная полоска — «маска». Нижняя часть тела слегка розоватая, хвост черно-белый с таким же рисунком, как у каменки. У самок и молодых птиц верхняя часть тела коричневая с извилистым рисунком. Нижняя часть тела тёмно-желтого цвета с таким же рисунком.
Поёт обыкновенный жулан редко, песня тихая, представляет собой неясное щебетание. Чаще можно услышать резкие выкрики жулана, напоминающие жужжание — «чррек», «жжек».

## Распространение
Птица гнездится в Европе и западной Азии, на зиму улетает в тропическую Африку. Ареал данного вида сокращается, и сейчас эта птица исчезла с островов Великобритании как гнездящийся вид, однако его можно там встретить во время миграций.

### Зимовка
Перелёт птиц происходит ночью.

## Образ жизни
Как и другие сорокопутовые, обыкновенный жулан охотится, сидя на выступающих ветвях деревьев или других предметах, при этом убитых животных накалывает на шипы растений или колючую проволоку. Питается крупными насекомыми, мелкими птицами, полёвками и ящерицами.

## Размножение

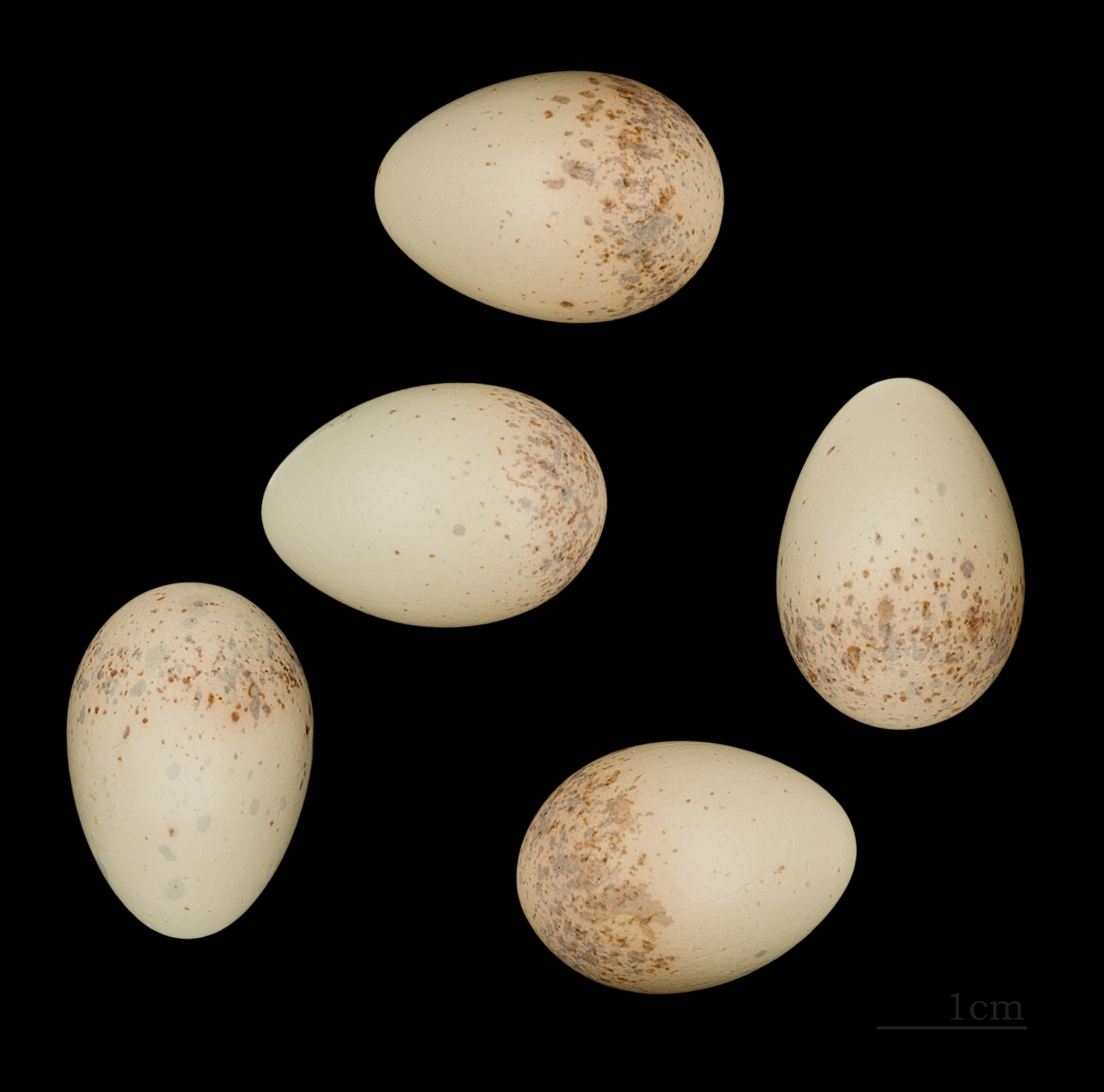
Lanius collurio

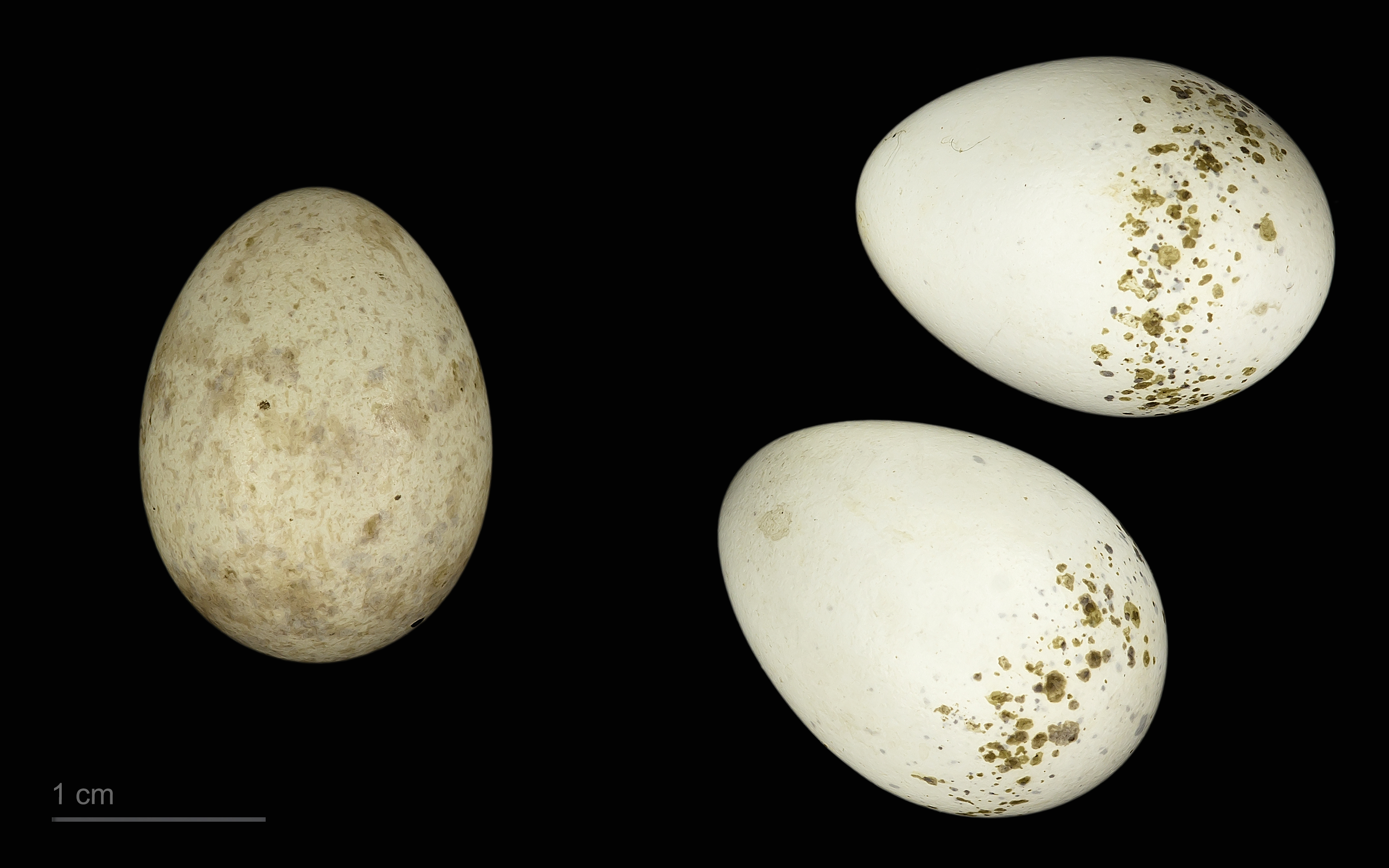
яйцо Cuculus canorus canorus + Lanius collurio - Тулузский музеум

Гнездо размещает на деревьях, кустарниках, крайне редко — на земле. Гнездо мощное, обычно хорошо укрытое в кроне. В полной кладке обычно 5—6 яиц, реже 4 или 7. Насиживает кладку обычно самка, а самец приносит ей пищу. Выкармливают птенцов 15 дней в гнезде и полторы-две недели после вылета. У гнезда жулан ведёт себя агрессивно, отгоняет хищников, может напасть даже на человека.